# Distrito de Bülach
El distrito de Bülach (Bezirk Bülach) es uno de los 12 distritos del Cantón de Zúrich, en Suiza. Es el tercer distrito más grande del cantón. Su capital administrativa es Bülach y su mayor comuna es Kloten, donde está el Aeropuerto de Zúrich.
Su territorio incluye el Rafzerfeld al norte del Rhin, con Rafz, Will, Hüntwangen y Wasterkingen.
El territorio de Bülach ha sido controlado por Zúrich desde 1409, con añadidos de 1496 y el territorio de Rafzerfeld, obtenido en 1651.

## Geografía
El distrito de Bülach limita al norte con el distrito de Waldshut (GER-BW), al este con el cantón de Schaffhausen y los distritos de Andelfingen y Winterthur, al sur con Pfäffikon, Uster y Zúrich, y al oeste con Dielsdorf.

## Comunas
| Distrito de Bülach | Distrito de Bülach     | Distrito de Bülach |
| Comunas            | Población (31.12.2008) | Superficie km²     |
| ------------------ | ---------------------- | ------------------ |
| Bachenbülach       | 3796                   | 4.25               |
| Bassersdorf        | 10 755                 | 9.02               |
| Bülach             | 16 774                 | 16.09              |
| Dietlikon          | 7030                   | 4.26               |
| Eglisau            | 3684                   | 9.07               |
| Embrach            | 8686                   | 12.72              |
| Freienstein-Teufen | 2249                   | 8.32               |
| Glattfelden        | 4122                   | 12.35              |
| Hochfelden         | 1876                   | 6.16               |
| Höri               | 2460                   | 4.85               |
| Hüntwangen         | 971                    | 4.97               |
| Kloten             | 17 504                 | 19.28              |
| Lufingen           | 1610                   | 5.22               |
| Nürensdorf         | 4953                   | 10.09              |
| Oberembrach        | 987                    | 10.20              |
| Opfikon            | 14 675                 | 5.61               |
| Rafz               | 3961                   | 10.74              |
| Rorbas             | 2249                   | 4.44               |
| Wallisellen        | 12 817                 | 6.50               |
| Wasterkingen       | 557                    | 3.95               |
| Wil                | 1275                   | 8.94               |
| Winkel             | 3880                   | 8.16               |
| Total (22)         | 126 871                | 185.19             |